# أجسام زيتية معقدة

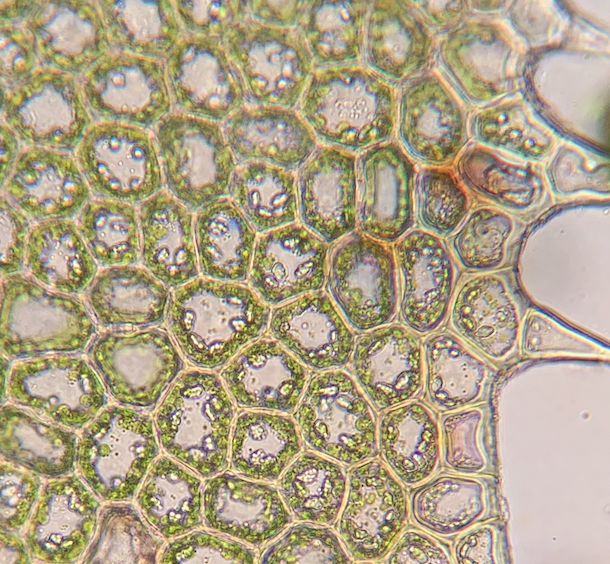
Complex oil bodies of Plagiochila asplenioides

تُعد الأجسام الزيتية المعقدة والتي يطلق عليها أحيانًا اسم "المركب" للتمييز، عضيات فريدة حصرية لـ نباتات كبدية. تختلف بشكل ملحوظ عن الأجسام الزيتية الموجودة في الطحالب والنباتات الأخرى من حيث أنها مرتبطة بالغشاء ولا ترتبط بتخزين الطعام. العضيات متغيرة وموجودة في ما يقدر بـ 90٪ من أنواع النباتات الكبدية، غالبًا ما تثبت أنها ذات صلة تصنيفية. بشكل عام فإن تكوين ووظيفة العضيات غير مفهومة جيدًا. يتم التعرف على الأجسام الزيتية المعقدة كمواقع للتخليق الحيوي للأيزوبرينويد وتراكم الزيت العطري، وقد ارتبطت بمضادات الأعشاب، وتحمل الجفاف والحماية من الصور.
التطور
على الرغم من التشابك العصبي للشعبة، إلا أن نشوء الأجسام الزيتية المعقدة عبر النباتات الكبدية لا يزال غير مؤكد. ينشأ عدم اليقين بشأن الحفاظ على التنمية بين النباتات الكبدية و جنغرمنانية. من خلال العمل بالمجهر الضوئي والإلكتروني ، لوحظ أن الأجسام الزيتية لأنواع مختلفة من جنغرمنانية مشتقة من توسع صهاريج الشبكة الإندوبلازمية. في بعض أنواع النباتات الكبدية ، بناءً على الفحص المجهري للضوء والإلكترون ، تم افتراض أن الأجسام الزيتية ناتجة عن اندماج الحويصلات المرتبطة بالغولجي. عندما أعيد فحصها بشكل مستقل في حشيشة الكبد المائية و لونولاريا كروشياتا ، تم دحض هذه الفرضية لصالح تلك التي توحد تطوير جميع أجسام زيت عشبة الكبد من خزانات شبكة إندوبلازمية. ومع ذلك ، فقد دعمت الأعمال الجزيئية الحديثة في حشيشة الكبد المائية مرة أخرى اندماج الحويصلات ، وتم افتراض المراحل المتذبذبة لإعادة توجيه المسار الإفرازي إلى غشاء البلازما وجسم الزيت.